# Radoslav Parapunov
Radoslav Parapunov (in bulgaro Радослав Парапунов?; Razlog, 19 giugno 1997) è un pallavolista bulgaro, opposto del Vojvodina.

## Carriera

### Club
La carriera di Radoslav Parapunov inizia nel settore giovanile del CSKA Sofia, con il quale viene a volte aggregato in prima squadra tra il 2013 e 2016, partecipando alla Superliga. In seguito si trasferisce per motivi di studio negli Stati Uniti d'America, dove prende parte alla lega universitaria NCAA Division I con la Hawaii dal 2018 al 2021: disputa due finali nazionali consecutive, conquistando la seconda durante il suo ultimo anno; riceve inoltre numerosi riconoscimenti individuali, tra i quali quello di National Player of the Year ed MVP del torneo NCAA 2021.
Nella stagione 2021-22 inizia la carriera da professionista in Serbia, dove prende parte alla Superliga con il Vojvodina, con il quale si aggiudica una Supercoppa serba e uno scudetto.

### Nazionale
Fa parte delle selezioni giovanili bulgare, partecipando al campionato europeo under 19 2015, passando dalle qualificazioni. Vince poi la medaglia d'argento al XIII Festival olimpico estivo della gioventù europea e partecipa al campionato mondiale under 19 2015. Un anno dopo partecipa al campionato europeo under 20 2016 e nel 2017 è impegnato nelle qualificazioni europee al campionato mondiale under 21.
Nel 2019 debutta in nazionale maggiore nel corso della Volleyball Nations League.

## Palmarès

### Club
- NCAA Division I: 1

2021
- Campionato serbo: 1

2021-22
- Supercoppa serba: 1

2021

### Nazionale (competizioni minori)
- Festival olimpico estivo della gioventù europea 2015

### Premi individuali
- 2019 - All-America First Team
- 2019 - NCAA Division I: Long Beach National All-Tournament Team
- 2020 - All-America First Team
- 2021 - National Player of the Year
- 2021 - All-America First Team
- 2021 - NCAA Division I: Columbus National MVP